# Duvflöjtens härskare
Duvflöjtens härskare är en barnbok av Kalle Lind och Måns Nilsson och som är en uppföljare till SVT:s julkalender Skägget i brevlådan och SR:s julkalender Klappkampen 2008.
Boken handlar om Klas, Lage och Renée - Renée är uppfinnare och Klas och Lage hennes klumpiga assistenter. Liksom teveserien är boken en komisk thriller.